# Espermatogènesi

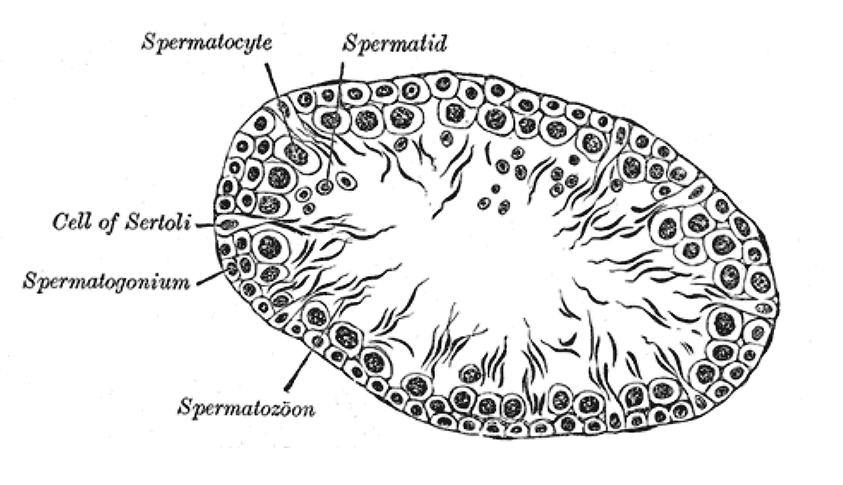
Tall transversal de l'epiteli d'un tub seminífer

L'espermatogènesi és el procés mitjançant el qual s'originen els espermatozoides. És la gametogènesi masculina. Té una durada de 74 dies i es produeix als tubs seminífers dels testicles.
L'espermatogènesi comença a la part inferior dels tubs seminífers i, progressivament, les cèl·lules s'endinsen en els tubs i es mouen al llarg d’ell fins que els espermatozoides madurs arriben a la llum, on es dipositen els espermatozoides madurs. La divisió passa asincrònicament; si el tub es talla transversalment es podrien observar diferents estats de maduració. Un grup de cèl·lules amb diferents estats de maduració que es generen alhora es denomina ona espermatogènica.

## Quantificació del procés
El mascle humà mitjà produeix vora 525.000 milions de cèl·lules espermàtiques al llarg de la vida i en desprendrà almenys mil milions per mes.

## Fases de l'espermatogènesi
L'espermatogènesi consta de tres fases:

### Fase proliferativa: 26 dies
Les cèl·lules germinals primordials, es multipliquen mitjançant mitosi. Quan arriba la maduresa sexual, augmenten els nivells de testosterona i les cèl·lules germinals primordials es diferencien per a formar espermatogònies. Hi ha successives mitosis, tanmateix la citocinesi no s'acaba de completar, de manera que cada espermatogònia es transforma en espermatòcits primaris units per ponts citoplasmàtics (sincitis). En total queden unides pel síncit 64 cèl·lules o més.

1. Espermatòcits primaris; 2. Espermatòcits secundaris; 3. Espermàtides; 4. Espermatozoides

### Fase meiòtica: 25 dies
Els espermatòcits primaris fan la primera divisió meiòtica, i es converteixen en espermatòcits secundaris. Els espermatòcits primaris experimenten diversos canvis durant la profase I:
- S'inicia la substitució d'histones somàtiques per histones testiculars: Es canvien les histones H1 i H2B per les TH1 i TH2B.
- Se sintetitza ARNm (per exemple, de protamines).
- Se sintetitzen proteïnes de la membrana de l'acrosoma.
- Es produeixen canvis en els mitocondris.

Quan té lloc la segona divisió meiòtica, els espermatòcits secundaris es transformen en espermàtides.

### Espermiogènesi: 23 dies
En aquesta etapa, l'espermàtida es diferencia per tal d'esdevenir un espermatozoide madur que és una cèl·lula haploide.
El 1r canvi que pateixen a l'acabar la 2a divisió meiòtica és una intensificació en els processos de síntesi proteica i, per tant, un augment en el volum de l'aparell de Golgi i dels reticles endoplasmàtics. Les proteïnes queden emmagatzemades en una vesícula que es recolza en el nucli i el deforma provocant una invaginació. Aquesta vesícula s'anomena vesícula proacrosòmica, precursora de l'acrosoma. Té funció enzimàtica, amb enzims semblants als lisosomals (pH àcid).
També s'augmenta la síntesi de tubulines per part dels ribosomes lliures (que no estan al RE). Açò provoca un augment en el nombre de microtúbuls. Aleshores, un dels centríols comença a funcionar com a cos basal i organitza els túbuls per a formar un conjunt axonèmic (9+2) característic d'un flagel. El flagel s'ubica en la posició contrària a la vesícula acrosòmica. La vesícula acrosòmica marca la posició anterior i el flagel la posterior.

Cèl·lules del canal seminífer que hi participen en l'espermatogènesi

La vesícula acrosòmica segueix augmentant de volum i canvia la seua forma, s'aplana envoltant parcialment l'extrem anterior del nucli.
L'acrosoma està ple d'enzims. L'axonema continua creixent en longitud. Comencen a produir-se canvis al nucli, que conduiran a una reducció de mida molt gran. Per a fer-ho, s'expulsa del nucli a través dels porus nuclears tot allò que no és cromatina. La densitat del nucli augmenta, al microscopi electrònic es veu com una porció mes electrondensa.
Comença la síntesi d'un nou tipus de proteïnes, les escleroproteïnes, paregudes als filaments intermedis, i es col·loquen al voltant de l'axonema, prop del cos basal. Formen una estructura de reforç, 9 columnes proteiques per a reforçar el flagel.
Hi ha dos línies de canvi:

#### Canvis nuclears
Hi ha una sèrie de canvis al nucli de cara a reduir el volum. Abans havia eixit el nucleoplasma i ara se substitueixen les histones per nucleoproteïnes TP2, TP3 i S1. Més tard aquestes nucleoproteïnes són substituïdes per les protamines P1 i P2. Finalment tot l'ADN queda unit a protamines, unes proteïnes bàsiques però amb una càrrega neta positiva molt superior a la de les histones, per tal d'afavorir-ne la compactació i la protecció del DNA. Tot el que no siguen protamines o DNA és expulsat. S'arriba al màxim grau de compactació. La vesícula acrosòmica envolta la part anterior del nucli i dona hidrodinamisme a la cèl·lula per a poder desplaçar-se millor.

#### Orgànuls i citoplasma
De tots els orgànuls sols canvien els mitocondris. Aquests s'agrupen a la porció més proximal del flagel i l'envolten. Els altres orgànuls es queden on estaven. Com no ho ha transcripció, els orgànuls van degradant-se, es produeix una gemmació i s'allibera la major part del citoplasma i orgànuls, formant els cossos residuals.

Espermatozoide humà madur